# Elisabeth Pinedo
Elisabeth Pinedo Sáenz (Amurrio, 13 de maio de 1981) é uma handebolista profissional espanhola, medalhista olímpica.
Fez parte do elenco medalhista de bronze, em Londres 2012, com oito atuações e 24 gols.